# Roderick Strong
Christopher Lindsey (ur. 26 lipca 1983 w Eau Claire) – amerykański profesjonalny wrestler, obecnie występujący w federacji All Elite Wrestling (AEW) w rozwojowym. Jest on najbardziej znany z występów w WWE oraz Ring of Honor (ROH), w którym zdobył ROH World Championship, dwa razy ROH World Television Championship i raz ROH World Tag Team Championship z Austinem Ariesem. Jest również drugim zwycięzcą ROH Triple Crown Championship.
Pomimo debiutu w federacjach niezależnych jako The Jester, Lindsey szybko zmienił swój pseudonim na Roderick Strong. Przed debiutem w ROH we wrześniu 2003 występował dla IPW Hardcore i NWA Florida. W połowie 2004 przyłączył się do frakcji Generation Next, którą tworzył z Alexem Shelleyem, Austinem Ariesem i Jackiem Evansem, gdzie między innymi z Ariesem zdobył ROH World Tag Team Championship. Po odwróceniu się od Ariesa uformował grupę No Remorse Corps z Daveyem Richardsem i Rockym Romero. W międzyczasie pracował dla federacji FIP, Pro Wrestling Guerrilla (PWG) oraz Total Nonstop Action Wrestling (TNA). Podróżował również do Japonii, gdzie występował dla Dragon Gate i Pro Wrestling Noah.
Dzięki występom w FIP zdobył tam trzy razy FIP World Heavyweight Championship, a także dwa razy FIP Tag Team Championship (po jednym razie z Erickiem Stevensem i Richem Swannem). W PWG raz zdobył PWG World Championship i trzy razy PWG World Tag Team Championship, po razie z Daveyem Richardsem, PaC i Jackiem Evansem. Dodatkowo jest jednym wrestlerem, który wygrał coroczny turniej PWG Dynamite Duumvirate Tag Team Title z dwoma różnymi partnerami (w 2007 z PAC i w 2008 z Evansem).

## Wczesne życie
Lindsey urodził się w Eau Claire w stanie Wisconsin, lecz w dzieciństwie przeprowadził się do Florydy. Ukończył szkołę Riverview High School, w której praktykował futbol amerykański. Uczęszczał do University of South Florida, w której zdobył stypendium. Po dwóch latach nauki o tytuł inżyniera w biznesie zrezygnował z dalszych studiów.

## Kariera profesjonalnego wrestlera
Ojciec Lindseya rozpoczął treningi u boku Jima Neidharta jesienią 1994. Po tym jak Lindsey udał się u boku ojca na kilka treningów, poznał tam Harry’ego Smitha, po czym sam zdecydował się na zostanie wrestlerem. Lindsey był trenowany przez swojego ojca, Neidharta i wielu wrestlerów z Tampy, po czym w 2000 zadebiutował jako The Jester i występował w federacjach niezależnych, między innymi federacji RWA.

### Independent Professional Wrestling (2003)
Strong zawalczył w pierwszej walce dla Independent Professional Wrestling w 2003, gdzie wystąpił w dwudziestoosobowym cruiserweight Battle Royalu. Był częścią grupy „Rick Factor”, którą tworzył z The Kamikaze Kidem i Kidem Lethalem, po czym utworzył drużynę z jego scenariuszowym bratem i trenerem Sedrickiem Strongiem. 28 czerwca 2002 The Strong Brothers pokonało Wrongful Death (Naphataliego i Dagona Briggsa) o IPW Tag Team Championship. Tytuły stracili 20 września na rzecz Naturally Marvelous (Scoota Andrewsa i Mike’a Sullivana) w steel cage matchu, w którym Roderick odniósł wstrząśnienie mózgu.
Po tym jak Sedrick spowodował kilka porażek drużyny Strong Brothers, 8 lutego 2003 Roderick stał się antagonistą atakując Sedricka i sprzymierzając się z grupą Alliance of Defiance.

### NWA Florida (2003–2004)
Po tym jak IPW zostało zamknięte pod koniec 2003, Strong rozpoczął występować w NWA Florida, promocji która współpracowała z IPW przez dwa lata. 19 lipca 2003 Strong pokonał Davida Babylona i odebrał mu Florida Unified Cruiserweight Championship. Podczas jego panowania nazwa tytułu została zmieniona na Florida Unified Junior Heavyweight Championship. Mistrzostwo utracił 13 grudnia 2003 na rzecz Jerrellego Clarka. Clark zwakował tytuł 10 stycznia po zdobyciu NWA World Junior Heavyweight Championship, po czym Strong pokonał Mikeya Battsa o zawieszony tytuł 21 lutego 2004. Dwa miesiące później tytuł odebrał mu Sedrick Strong.
Prócz pracy dla NWA Florida, Strong pełnił rolę trenera w szkółce wrestlingowej federacji.

### Ring of Honor (2003–2016)

#### Generation Next (2003–2006)
Strong dołączył do promocji Ring of Honor (ROH) we wrześniu 2003. 22 maja 2004 podczas gali Generation Next uformował grupę o tej samej nazwie Alexem Shelleyem, Austinem Ariesem i Jackiem Evansem. Generation Next szybko zdominowało roster ROH, deklarując się jako przyszłość wrestlingu. 2 października podczas gali The Midnight Express Reunion pokonali CM Punka, Ace'a Steela, Johna Waltersa i Jimmy’ego Jacobsa (mentorowanych przez Ricky’ego Steamboata. W listopadzie uformował regularny zespół z Evansem, zaś 26 grudnia on i iAries wyrzucili Shelleya z grupy. Przez połowę 2005 duo nie zdołało zdobyć ROH Tag Team Championship. 24 września Strong wygrał turniej Survival of the Fittest 2005 pokonując Samoa Joe, Jaya Lethala, Austina Ariesa i Colta Cabanę, tym samym otrzymując szansę na walkę o ROH World Championship w przyszłości.
1 października podczas gali Joe vs. Kobashi, menedżerka Jade Chung zaczęła menedżerować Stronga i resztę Generation Next, kiedy to Roderick pokonał jej byłego klienta Jimmy’ego Rave'a. Noc później Strong pokonał Jamesa Gibsona, który odbył ostatnią walkę w Ring of Honor przed powrotem do World Wrestling Entertainment (WWE). Po ich walce Gibson pożegnał fanów określając Stronga jako najbardziej wartościowego wrestlera Ring of Honor. Strong przegrał z posiadaczem ROH World Championship Bryanem Danielsonem podczas gal z 29 października i 5 listopada. 31 marca 2006 spotkali się w trzecim starciu, który Danielson wygrał po 56 minutach. Podczas gali Final Battle 2005 z 17 grudnia, Strong i Aries pokonali Sala Rinauro i Tony’ego Mamaluke zdobywając ROH World Tag Team Championship. Tytuły stracili 16 września 2006, kiedy to pokonali ich The Kings of Wrestling (Chris Hero i Claudio Castagnoli). W lutym 2007 Strong odwrócił się od Ariesa i uformował frakcję No Remorse Corps z Daveyem Richardsem. Rozpoczęli oni rywalizację z Ariesem i jego frakcją The Resilience. Rocky Romero przyłączył się do drużyny Stronga, zaś Matt Cross i Erick Stevens do The Resilience. Rywalizację obu drużyn zwieńczył 30-minutowy Iron Man match pomiędzy przegrywającym Strongiem ze zwycięskim Ariesem.

#### World Champion (2007–2011)
Strong rozpoczął rywalizację ze Stevensem o tytuł federacji FIP. Strong utracił tytuł na rzecz Stevensa podczas gali Final Battle 2007, lecz odzyskał podczas show FIP Redefined. Ponownie stracił tytuł na rzecz Stevensa podczas gali FIP Hot Summer Nights 2008. Podczas gali Respect is Earned II, Davey Richards odwrócił się od Stronga i przyłączył się do grupy Sweet and Sour Inc. Podczas odcinka ROH on HDNet, Strong został wybrany sędzią walki Tylera Blacka z Austinem Ariesem o ROH World Championship z 13 lutego 2008. Strong zaakceptował pod warunkiem, że jeśli Black zdobędzie tytuł, to on będzie przyszłym pretendentem.

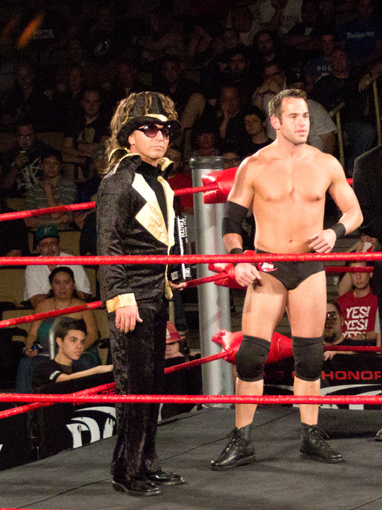
Strong z jego menedżerką Truth Martini.

22 maja 2010 Strong przedstawił Truth Martini jako nową menedżerkę. Podczas gali Death Before Dishonor VIII z 19 czerwca pokonał Colta Cabanę, Steve’a Corino, Shawna Daivariego, Tysona Duxa i Eddiego Edwardsa w gauntlet matchu, stając się pretendentem do tytułu ROH World Championship. 11 września podczas gali Glory By Honor IX Strong pokonał Tylera Blacka w no disqualification matchu i zdobył tytuł pierwszy raz w karierze. Do końca roku wziął przerwę od występów w ROH i podróżował z rosterem federacji Pro Wrestling Noah i posiadaczem ROH World Television Championship Eddiem Edwardsem, by wziąć udział w turnieju Nippon Television Junior Heavyweight Tag League. 2 marca 2011 ROH ogłosiło przedłużenie kontraktu ze Strongiem. Dwa tygodnie później utracił ROH World Championship na rzecz Edwardsa podczas gali Manhattan Mayhem IV.

#### The Decade (2013–2014)

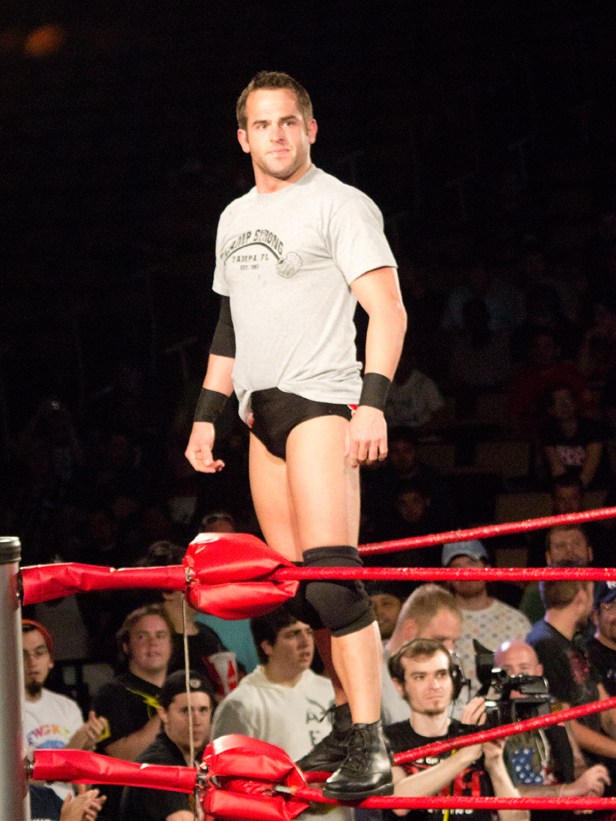
Strong pozujący w ringu w marcu 2012.

1 kwietnia podczas gali Honor Takes Center Stage, Strong zawalczył raz jeszcze z Richardsem, lecz przegrał z nim odklepując po zapięciu dźwigni Ankle Lock. Noc później przegrał tym razem z El Generico. Po walce przyjaciel Stronga z grupy House of Truth, Michael Elgin, zaatakował Generico, po czym do ringu wkroczyli Colt Cabana i Christopher Daniels. Daniels zaatakował Cabanę i Generico stając się antagonistą i przyłączając się do House of Truth. 13 sierpnia podczas pierwszych nagrań tygodniówek Ring of Honor Wrestling, Strong po raz kolejny przegrał z Richardsem o ROH World Championship. 31 marca 2012 podczas gali Showdown in the Sun pokonał Jaya Lethala i zdobył ROH World Television Championship, tym samym stając się drugą osobą zdobywającą osiągnięcie Triple Crown Championship. 29 czerwca utracił tytuł na rzecz Adama Cole’a. Po pokonaniu Elgina podczas gali Final Battle 2012: Doomsday z 16 grudnia, Strong opuścił grupę House of Truth. 2 marca 2013 na gali ROH 11th Anniversary Show zakończył rywalizację z Elginem będąc pokonanym w two-out-of-three falls matchu.
Przez 2013 Strong wygrywał wiele singlowych walk, zaś latem tego roku zaczął przyjacielską rywalizację z Adamem Colem wymieniając się zwycięstwami. Po zawieszeniu ROH World Championship, Strong wziął udział w turnieju wyłaniającego nowego mistrza i stał się face’em: 3 sierpnia pokonał Matta Tavena w pierwszej rundzie, lecz przegrał w kolejnej z Kevinem Steenem. 5 października wyzwał do walki zwycięzcę turnieju i posiadacza ROH World Championship Adama Cole’a, lecz poniósł porażkę w no diqualification, no count out matchu. Pod koniec 2013 przybrał przydomek „Mr. Ring of Honor” z powodu dziesięciolecia występów w federacji. 14 grudnia podczas gali Final Battle 2013 ponownie stał się heelem, kiedy to z B.J. Whitmerem i Jimmym Jacobsem zaatakował Eddiego Edwardsa. Argumentował atak tym, że publika celebruje z osobami opuszczającymi ROH zamiast cieszyć się z obecnych zawodników. Trio zaczęło występować jako grupa The Decade. 4 stycznia 2014 został pokonany przez powracającego A.J. Stylesa. Przez 2014 Strong coraz częściej zaczął występować z The Decade, wskutek czego pod koniec roku został zaatakowany przez Adama Page’a i Whitmera; ostatecznie Strong ponownie powrócił do roli protagonisty. 8 listopada podczas ROH Survival of the Fittest Night One pokonał Caprice’a Colemana. Rywalizacja z The Decade dobiegła końca, kiedy to Strong pokonał Adama Page’a podczas gali Final Battle 2014, a także B.J. Whitmera podczas gali ROH 13th Anniversary Show.

#### Różne rywalizacje i zwolnienie (2015–2016)
Przez pierwsze miesiące 2015 występował jako mniej ważny zawodnik dolnej części kart walk; podczas gali Supercard of Honor IX pokonał Christophera Danielsa. Z powodu współpracy Ring of Honor z New Japan Pro-Wrestling i organizowania wspólnych gal, Roderick Strong wystąpił podczas gal War of the Worlds z 12 i 13 maja, a także Global Wars z 15 i 16 maja. 12 maja pokonał wrestlera NJPW Kushidę, lecz dobę później przegrał z Hiroshim Tanahashim. Podczas pierwszej z gal Global Wars on, The Briscoes i War Machine (Hanson i Ray Rowe) pokonali grupę Bullet Club (A.J. Stylesa, Doca Gallowsa, Karla Andersona i The Young Bucks). Drugiej nocy przegrał z Shinsuke Nakamurą. Dziennikarz Wrestling Observer Newsletter Dave Meltzer wysoko ocenił jego pojedynki z Tanahashim i Nakamurą.
W czerwcu ponownie zapragnął walk o ROH World Championship. Podczas gali Best in the World pokonał Michaela Elgina i Moose'a stając się pretendentem do światowego tytułu. Zawalczył z Jayem Lethalem o tytuł na gali Death Before Dishonor XIII, lecz pojedynek zakończył się remisem z powodu przekroczenia limitu czasowego. Niedługo potem zaczął nawoływać o walkę przeciwko z Kazuchiką Okadą o IWGP Heavyweight Championship, lecz przegrał z nim podczas gali Field of Honor. 21 sierpnia przegrał w rewanżu z Lethalem o ROH World Championship. Na gali All Star Extravaganza VII A.J. Styles wygrał czteroosobową walkę z Adamem Colem, Michaelem Elginem i Strongiem o miano pretendenta do światowego tytułu. Pomimo wielu porażek, Strong kontynuował rywalizację z Jayem Lethalem, kiedy to został ogłoszony partnerem Stylesa i ACH w „Champions vs. All-Stars” elimination matchu przeciwko Lethalowi i posiadaczom ROH World Tag Team Championship The Kingdom (Mattowi Tavenowi i Michaelowi Bennettowi). Przed tą walką Strong pokonał Lethala i odebrał mu ROH World Television Championship. Z tego powodu Lethal i Strong zostali wymienieni w swoich drużynach, gdzie ostatecznie drużyna Stronga wygrała walkę. Podczas gali Final Battle wyzwał do walki dowolnego wrestlera o jego tytuł, na które zgłosił się Bobby Fish; ostatecznie Strong nieczysto obronił tytuł i ponownie stał się heelem. Noc później potwierdził rolę heela atakując Steviego Richardsa.
Na początku 2016 kontynuował rywalizację z Bobbym Fishem, gdzie mieli zmierzyć się ze sobą podczas gali ROH 14th Anniversary Show z 26 lutego. Mimo tego Strong utracił ROH World Television Championship na rzecz Tomohiro Ishiiego podczas gali Honor Rising: Japan 2016 w Tokio. Rewanż odbył się na gali ROH 14th Anniversary Show, gdzie Ishii obronił tytuł pokonując Fisha i Stronga. 8 maja przegrał z Daltonem Castle’em o miano pretendenta do tytułu TV.
22 czerwca 2016 ROH ogłosiło, że Strong opuści promocję po nagraniach telewizyjnych z 25 czerwca. 24 czerwca podczas gali Best in the World '16 przegrał z Markiem Briscoe, zaś dobę później ponownie przegrał z Daltonem Castle’em. Po walce stwierdził, że zawsze będzie znany jako „Mr. ROH”.

### Total Nonstop Action Wrestling (2005–2006; 2010)
W jego pierwszym wystąpieniu dla Total Nonstop Action Wrestling, Strong przegrał w specjalnym „Showcase matchu” z Austinem Ariesem podczas gali TNA Unbreakable z 11 września 2005. 22 września podpisał kontrakt z promocją i zawalczył z A.J. Stylesem podczas pierwszego odcinka tygodniówki TNA Impact! z 1 października, lecz pojedynek przegrał.

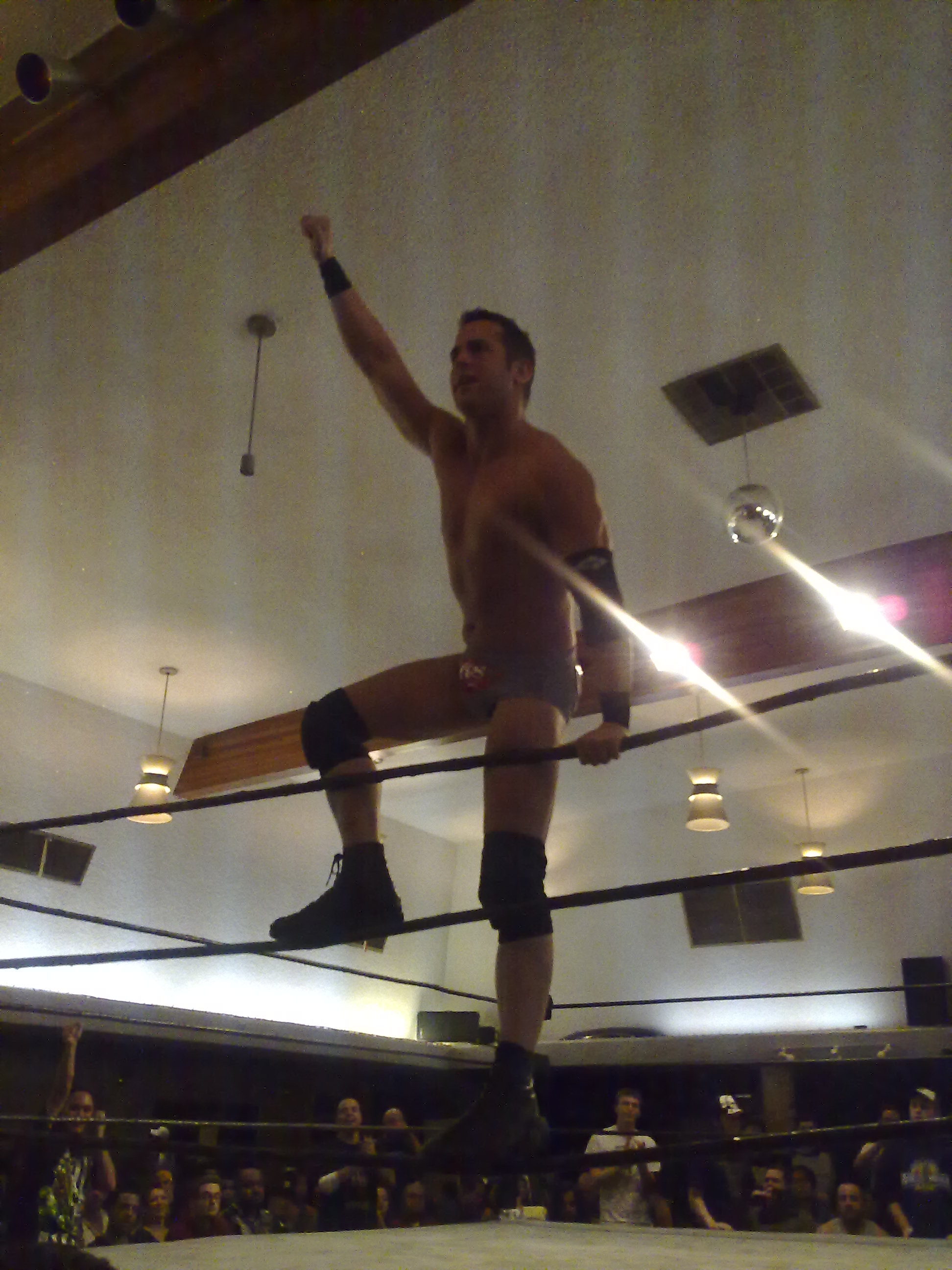
Strong wychodzący do ringu podczas gali PWG 2009 Battle of Los Angeles

W 2006 uformował grupę z Austinem Ariesem i Alexem Shelleyem. W lutym on i Aries zostali zawieszeni na dwa miesiące z powodu czterogodzinnego opóźnienia na wystąpienie na gali TNA Against All Odds 2006. Powrócił do TNA w kwietniu, lecz tego samego miesiąca został zwolniony.
10 sierpnia 2010 powrócił do TNA i pokonał lokalnego wrestlera Jamila Patela w tryout Dark matchu.

### Pro Wrestling Guerrilla (2005–2016)
Strong zadebiutował w Pro Wrestling Guerrilla (PWG) 12 lutego 2005 przegrywając z Rickym Reyesem. 16 grudnia on i Jack Evans pokonali 2 Skinny Black Guys (El Generico i Human Tornado) stając się pretendentami do PWG World Tag Team Championship. Wyzwali do walki Super Dragona i Daveya Richardsa, lecz przegrali z nimi pojedynek z 4 marca 2006. Tego roku zadebiutował w turnieju Battle of Los Angeles, gdzie dotarł do półfinału przegrywając z Richardsem, który wygrał turniej. 17 listopada wraz z Richardsem zdobył PWG World Tag Team Championship pokonując Super Dragona i B-Boya, lecz byli mistrzowie odzyskali tytuły dzień później.
Strong odzyskał tytuły tag team podczas pierwszego turnieju Dynamite Duumvirate Tag Team Title Tournament, gdzie oryginalnie miał współpracować z Evansem, lecz ten nie mógł się pojawić na gali; ostatecznie wraz z brytyjskim wrestlerem PAC pokonali Richardsa i Super Dragona, The Muscle Outlaw'z (Narukiego Doi i Masato Yoshino) oraz The Briscoe Brothers (Jaya i Marka Briscoe) zdobywając tytuły i wygrywając turniej. 26 lipca utracili je na rzecz Kevina Steena i El Generico. Miesiąc później wziął udział w turnieju Battle of Los Angeles 2007, gdzie po pokonaniu Austina Ariesa, Joeya Ryana i Alexa Shelleya został pokonany w finale przez CIMĘ.
24 lutego 2008 wziął udział w turnieju wyłaniającym nowego posiadacza PWG World Championship, lecz w finale przegrał z Human Tornado i Karlem Andersonem. 17 i 18 maja wziął udział w drugim corocznym turnieju DDT4 wraz z Evansem. Zdołali pokonać Scorpio Sky'a i Ronina, a także Los Luchas (Phoenix Stara i Zokre) docierając do finału, w którym pokonali Kevina Steena i El Generico o tytuły tag team i miano zwycięzców turnieju. 6 lipca podczas gali Life During Wartime The Age of the Fall (Tyler Black i Jimmy Jacobs) pokonali Generico (zastępującego Evansa) i Stronga zdobywając mistrzostwa. Podczas turnieju Battle of Los Angeles 2008 odpadł w pierwszej rundzie będąc pokonanym przez Low Kiego.

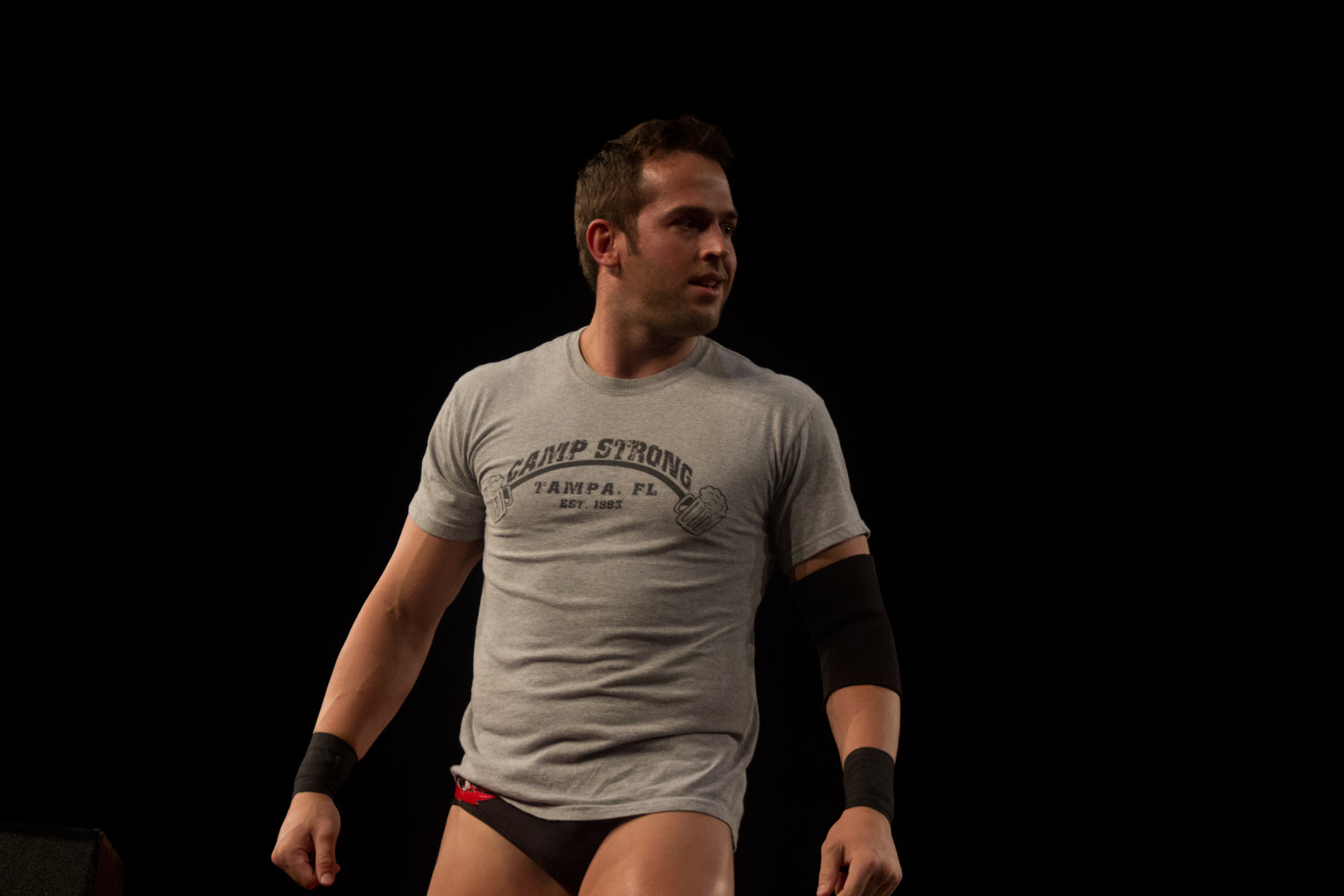
Strong we wrześniu 2013.

W kolejnym turnieju DDT4 z 22 maja 2009, Strong i Bryan Danielson dotarli do finału, w którym przegrali z The Young Bucks (Mattem i Nickiem Jacksonem). 28 sierpnia 2009 przegrał z Chrisem Hero o PWG World Championship. Tego roku dotarł do finału Battle of Los Angeles 2009, lecz przegrał z nowym światowym mistrzem Kennym Omegą. 30 stycznia 2010 zawalczył z Hero i Robem Van Damem podczas gali WrestleReunion 4. 10 kwietnia zawalczył z Richardsem o PWG World Championship, lecz ponownie przegrał pojedynek. 9 maja po raz pierwszy w karierze odpadł z turnieju DDT4 w pierwszej rundzie. W swoim czwartym turnieju Battle of Los Angeles odpadł będąc pokonanym przez Claudia Castagnolego w drugiej rundzie. Podczas gali All Star Weekend 8 – Night Two z 28 maja 2011, Strong i jego partner Austin Aries przegrali z The Young Bucks o miano pretendentów do PWG World Tag Team Championship. W 2011 wziął udział w kolejnym turnieju BoLA i przegrał z Eddiem Edwardsem w pierwszej rundzie. 10 grudnia pokonał debiutującego Amazing Reda. 21 kwietnia 2012 Strong i debiutujący Sami Callihan wzięli udział w turnieju DDT4, lecz odpadli w półfinale. We wrześniu wziął udział w siódmym turnieju BoLA, gdzie pokonał Drake’a Youngera w pierwszej rundzie i przegrał z Ricochetem w kolejnej części turnieju.
Podczas gali PWG's Eleventh Anniversary Show, Strong pokonał Adama Cole’a stając się pretendentem do tytułu PWG World Championship będącego w posiadaniu Kyle’a O’Reilly’ego. Po skutecznej obronie pasa w walce z Chrisem Hero, Strong wszedł do ringu i zaatakował mistrza stając się heelem. W sierpniu wziął udział w turnieju BoLA 2014 i pokonał Biffa Busicka w pierwszej rundzie, zaś do finału dotarł używając nieczystych taktyk. Trzyosobowy finał wygrał Ricochet pokonujący Stronga i Johnny’ego Gargano. Podczas gali Untitled II przegrał z O’Reillym o jego światowy tytuł, lecz podczas gali Black Cole Sun pokonał go w Guerrilla Warfare matchu. Strong zdołał obronić tytuł podczas gal From Out of Nowhere i Don't Sweat the Technique wygrywając kolejno z Trevorem Lee i Zackiem Sabre Jr., za także z Brianem Cage’em i Chrisem Hero podczas turnieju DDT4. Podczas gali Mystery Vortex III wyzwał do walki dowolnego wrestlera i pokonał „Speedball” Mike’a Baileya, a także pomógł drużynie The Young Bucks zdobyć tytuły PWG World Tag Team Championship; z nimi i Super Dragonem uformował nową wersję grupy Mount Rushmore. 11 grudnia do grupy przyłączył się Adam Cole. 5 marca 2016 utracił PWG World Championship na rzecz Zacka Sabre Jr.. Klauzulę rewanżową wykorzystał 29 lipca, lecz przegrał pojedynek z Sabre. Po walce pożegnał fanów PWG i podziękował za 11 lat współpracy z federacją.

### Japonia (2005–2013)
Strong po raz pierwszy wyruszył do Japonii w grudniu 2005 występując dla promocji Dragon Gate.
Od 2009 pracował dla Pro Wrestling Noah, gdzie cztery lata później on i Slex wzięli udział w turnieju NTV G+ Cup Junior Heavyweight Tag League o zawieszone GHC Junior Heavyweight Tag Team Championship, lecz zdobyli jedynie dwa punkty i nie dotarli do dalszej części turnieju.

### Full Impact Pro (2006–2015)
10 listopada 2006 Strong pokonał Bryana Danielsona w „title vs. career” matchu i zdobył FIP Heavyweight Championship promocji Full Impact Pro. Po skutecznej obronie pasa przeciwko PAC w dniu 3 marca 2007, nazwę tytułu zmieniono na FIP World Heavyweight Championship. 6 grudnia 2013 Strong i Rich Swann pokonali The Bravado Brothers (Harlema i Lancelota) o FIP Tag Team Championship, zaś dzień później obronili tytuły wygrywając z Andrew Everettem i Calebem Konleyem. 2 maja 2014 Strong i Swann utracili tytuły drużynowe na rzecz The Juicy Product. 20 lutego 2015 Strong wygrał FIP World Heavyweight Championship trzeci raz w karierze; tytuł utracił dwa miesiące później na rzecz Richa Swanna.

### WWE

#### NXT (od 2016)
Strong zadebiutował w WWE w rozwojowym brandzie NXT jako partner Austina Ariesa w turnieju Dusty Rhodes Tag Team Classic, gdzie pokonali Tuckera Knighta i Otisa Dozovica. 25 października 2016 federacja ogłosiła podpisanie kontraktu ze Strongiem. 14 grudnia podczas odcinka tygodniówki NXT Strong pokonał Eliasa Samsona, dzięki czemu dostał się do czteroosobowej walki o miano pretendenta do tytułu NXT Championship i zatwierdził się w roli protagonisty. Podczas gali NXT TakeOver: San Antonio pokonał Andrade „Cien” Almasa. Tuż po gali wraz z Tyem Dillingerem i No Way Josem rozpoczął rywalizację z grupą Sanity, gdzie on, Dillinger, Ruby Riot i Kassius Ohno (zastępujący Jose) przegrali z Sanity w ośmioosobowym tag team matchu podczas gali NXT TakeOver: Orlando. 20 maja podczas gali NXT TakeOver: Chicago pokonał lidera grupy Sanity Erica Younga. 5 lipca wyzwał Bobby’ego Roode’a do walki o NXT Championship, lecz przegrał walkę. Po tym jak Drew McIntyre pokonał Roode’a na gali NXT TakeOver: Brooklyn III, Strong pokonał byłego mistrza o miano pretendenta podczas tygodniówki NXT z 30 sierpnia. 5 października przegrał z McIntyre’em o mistrzostwo, zaś 25 października został pokonany przez Almasa z powodu interwencji jego menedżerki Zeliny Vegi. 18 listopada podczas gali NXT TakeOver: WarGames, Strong i The Authors of Pain (Akam i Rezar) wzięli udział w WarGames matchu, który wygrali The Undisputed Era (Adam Cole, Bobby Fish i Kyle O’Reilly) pokonując ich oraz grupę Sanity.

## Życie prywatne
Lindsey zaręczył się z zawodniczką mieszanych sztuk walki Mariną Shafir w grudniu 2015. W październiku przyszłego roku para ogłosiła, że oczekują narodzin dziecka; Troy Veniamin Lindsey urodził się 24 kwietnia 2017.

## Styl walki

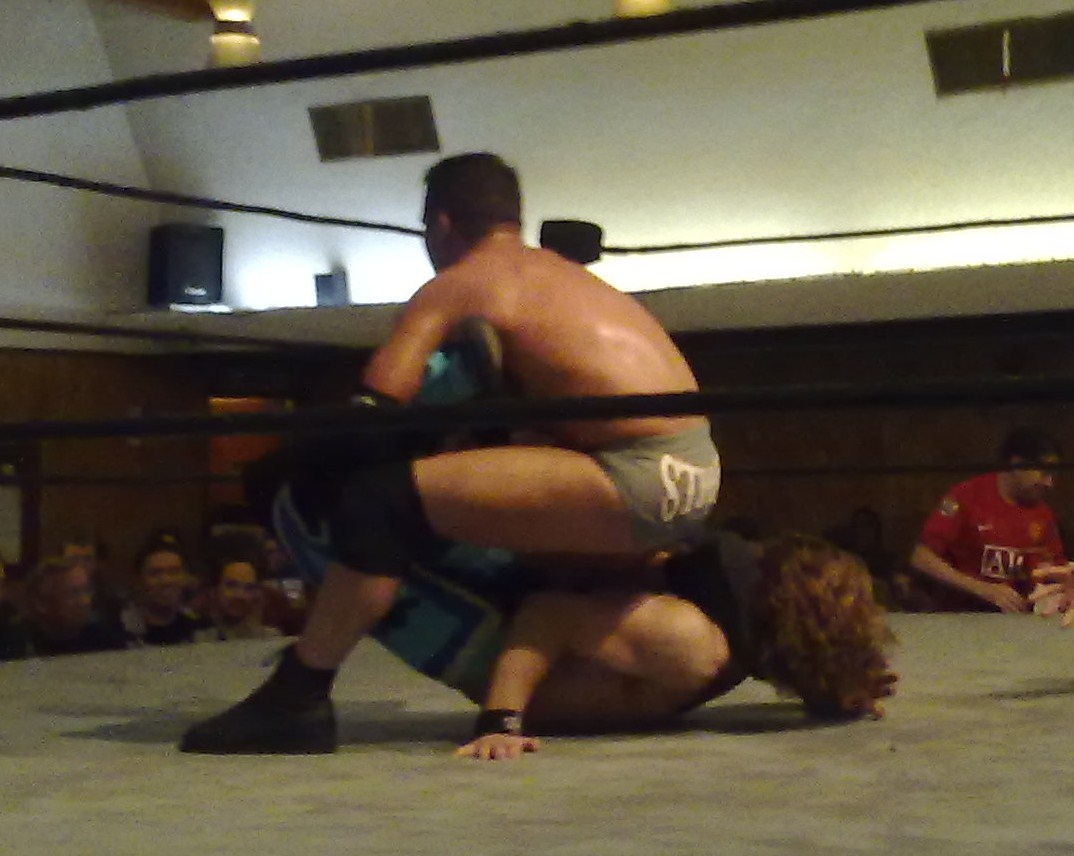
Strong aplikujący Strong Hold na Johnnym Goodtime w 2009.

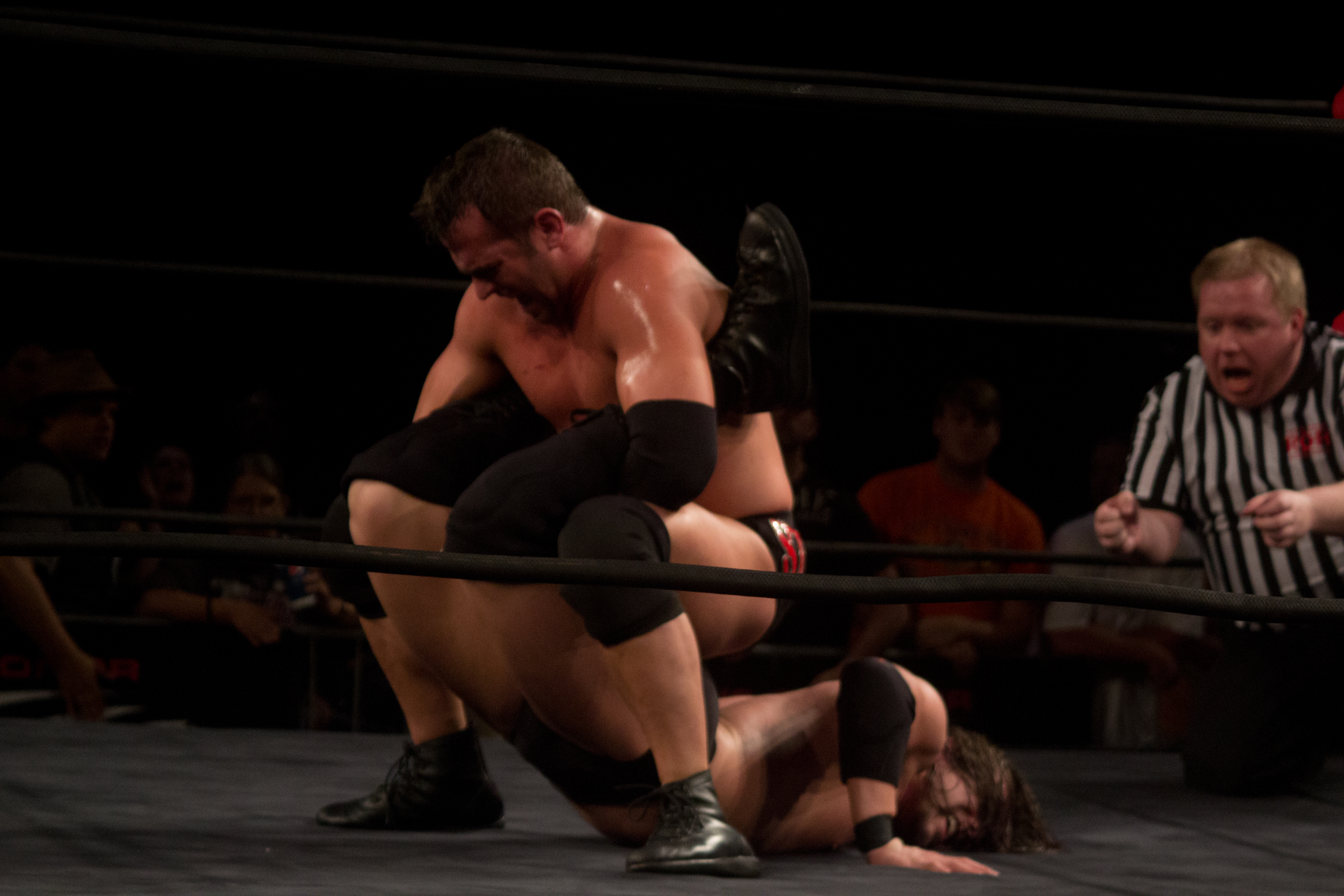
Strong wykonujący boston crab na Adamie Cole'u w 2013.

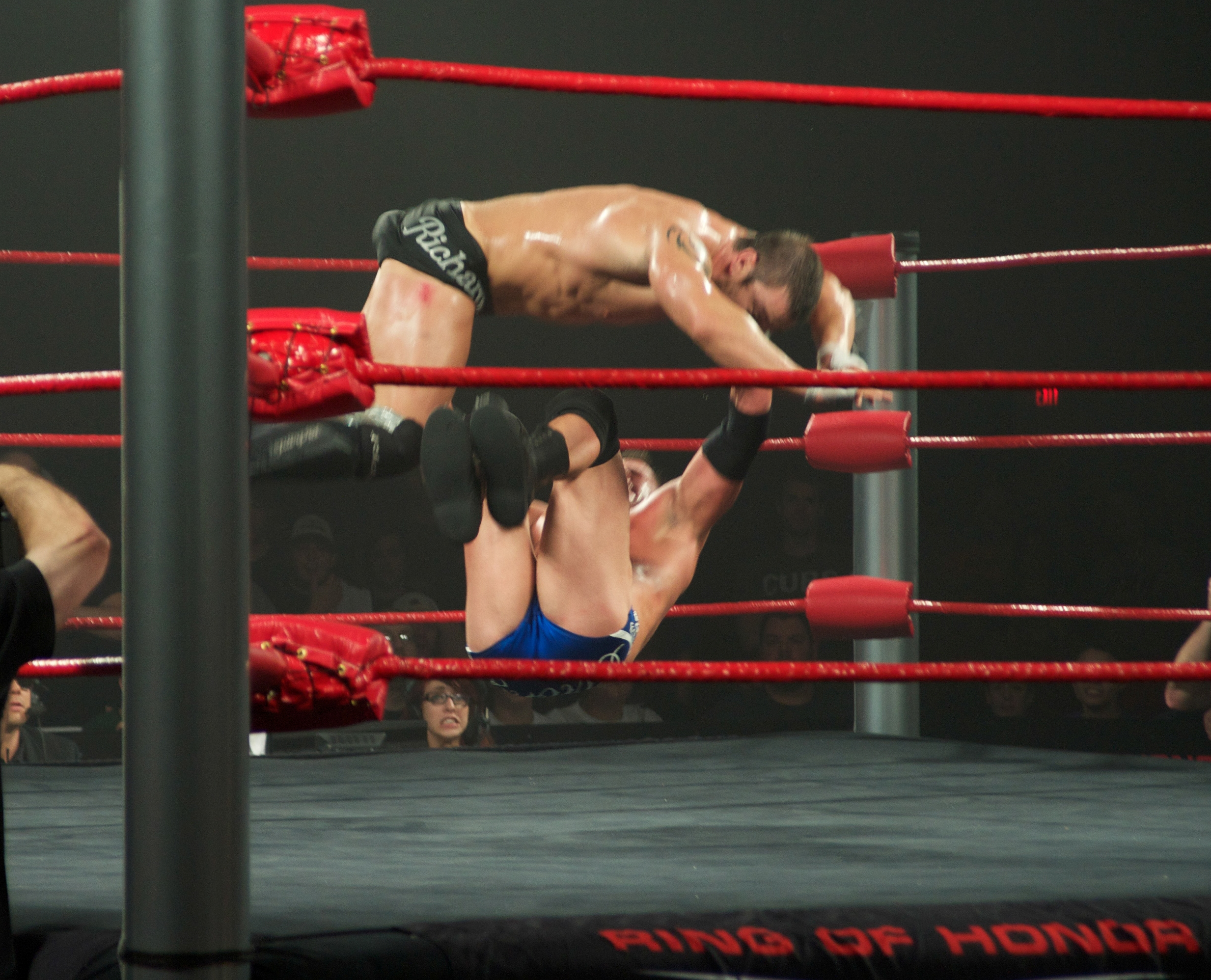
Strong wykonujący Death by Roderick na Daveym Richardsie.

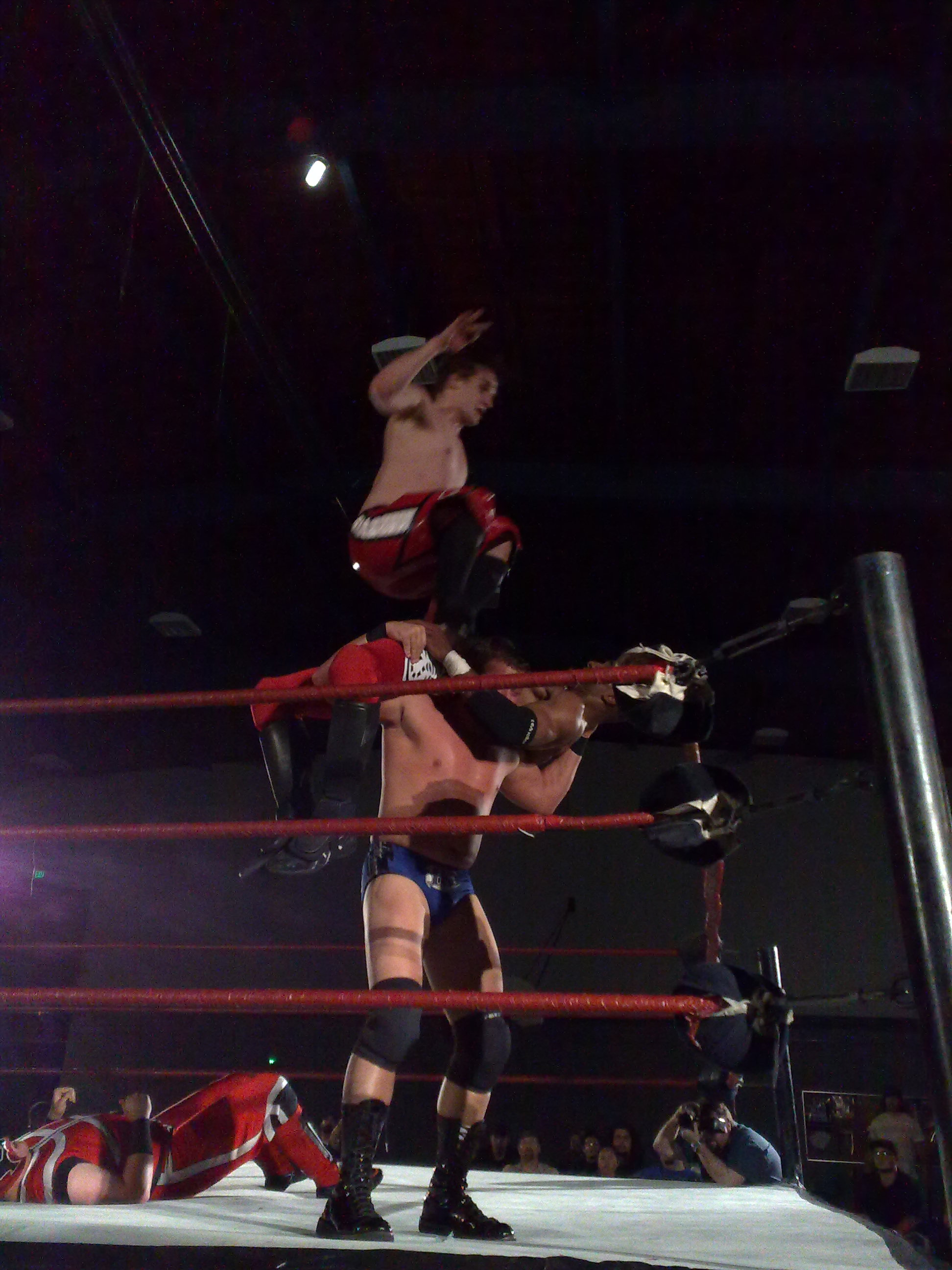
Strong i Jack Evans wykonujący Ode to the Bulldogs na Scorpio Sky i Roninie w 2008.

- Finishery
  - Jumping high knee[6] − 2015 (ROH); w WWE używany jako zwykły ruch
  - End of Heartache[4] / Strong Breaker[44][45] (Vertical suplex podniesiony i przemianowany w double knee backbreaker)[23]
  - Sick Kick (Running single leg dropkick)[46][47]
- Inne ruchy
  - Backhand chop[48]
  - Death by Roderick[47] (Fireman's carry double knee gutbuster)[6]
  - Discus elbow smash[49][50]
  - Double underhook suplex[6]
  - Dropkick[6]
  - Gibson Driver (Double underhook powerbomb)[47] – zaadaptowane od Jamesa Gibsona
  - Wariacje backbreakerów
    - Argentine backbreake, czasem klęcząc podczas kończenia ruchu[6]
    - Canadian backbreaker, czasem siadając podczas kończenia ruchu[6]
    - Capture suplex o swoje kolano[6]
    - Double underhook backbreaker[6]
    - Half nelson backbreaker[6]
    - Power-Breaker (Powerbomb o swoje kolano)[6]

  - Rib breaker[6]
  - Olympic slam[51][52]
  - Rolling release suplex[52]
  - Strong Hold (Elevated Boston crab z przygnieceniem pleców przeciwnika swoim kolanem)[6]
- Menedżerowie
  - Jade Chung
  - Ron Niemi
  - SoCal Val
  - Paul London
  - Truth Martini[13]
- Przydomki
  - „The Messiah of the Backbreaker”[6][48]
  - „Mr. Ring of Honor/ROH”[53]
- Motywy muzyczne
  - „5 Minutes Alone” ~ Pantera[54]
  - „Did My Time” ~ Korn[54]
  - „Amazing” ~ Dale Oliver (TNA)
  - „A Victim, A Target” ~ Misery Signals i Devin Townsend[55]
  - „The End of Heartache” ~ Killswitch Engage[56]
  - „Emofarm” ~ Eliot Purse i Judson F. Snell (ROH; używany podczas członkostwa w grupie The Decade)
  - „Gallantry” ~ CFO$ (NXT; 19 października 2016 – 21 grudnia 2016)
  - „Next Level” ~ CFO$ (NXT; od 18 stycznia 2017)[57]

## Mistrzostwa i osiągnięcia
- American Wrestling Federation

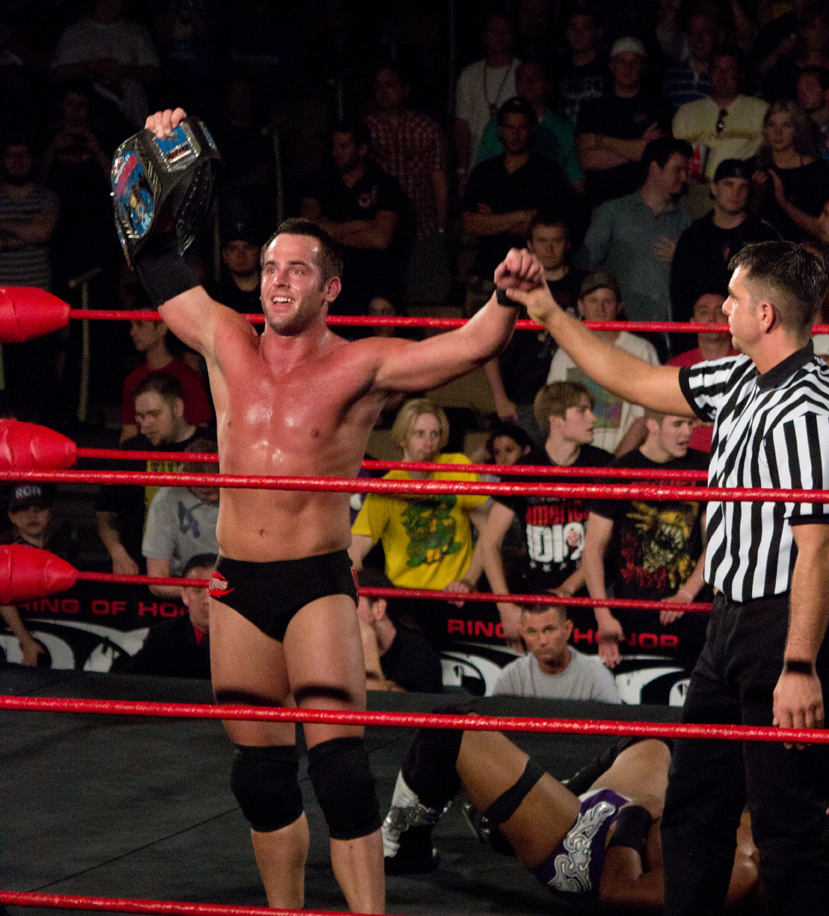
Roderick Strong po zdobyciu ROH World Television Championship na gali Showdown in the Sun w marcu 2012.

  - AWF Heavyweight Championship (1 raz)
- Championship Wrestling from Florida
  - NWA Florida X Division Championship (3 razy)[11][58]
- Full Impact Pro
  - FIP Tag Team Championship (2 razy) – z Erickiem Stevensem (1) i Richem Swannem (1)[59]
  - FIP World Heavyweight Championship (3 razy)[60]
- Florida Entertainment Wrestling
  - FEW Heavyweight Championship (1 raz)
- Independent Professional Wrestling
  - IPW Florida Unified Cruiserweight Championship (1 raz)[10]
  - IPW Tag Team Championship (1 raz) – z Sedrickiem Strongiem[8]
- Independent Wrestling Association East Coast
  - IWA East Coast Heavyweight Championship (1 raz)[6]
- Independent Wrestling Association Mid-South
  - Revolution Strong Style Tournament (2008)[61]
- Lethal Wrestling Federation
  - LWF Heavyweight Championship (1 raz)
- Premiere Wrestling Xperience
  - PWX Tag Team Championship (1 raz) – z Eddiem Edwardsem[62]
- Pro Wrestling Guerrilla
  - PWG World Championship (1 raz)[31]
  - PWG World Tag Team Championship (3 razy) – z Daveyem Richardsem (1), Pac (1) i Jackiem Evansem (1)[63]
  - Dynamite Duumvirate Tag Team Title Tournament (2007) – z PAC[64]
  - Dynamite Duumvirate Tag Team Title Tournament (2008) – z Jackiem Evansem[65]
- Pro Wrestling Illustrated
  - PWI umieściło go na 13. miejscu w top 500 wrestlerów rankingu PWI 500 w 2011 i 2016[66][67]
- Ring of Honor
  - ROH World Championship (1 raz)[15]
  - ROH World Tag Team Championship (1 raz) – z Austinem Ariesem[12]
  - ROH World Television Championship (2 razy)[21][24]
  - Survival of the Fittest (2005)[6]
  - Honor Gauntlet (2010)
  - Toronto Gauntlet (2010)
  - Drugi Triple Crown Champion
- SoCal Uncensored
  - Walka roku (2006) z Jackiem Evansem vs. Super Dragon i Davey Richards z 4 marca[68]
  - Walka roku (2013) z Eddiem Edwardsem vs. Inner City Machine Guns (Rich Swann i Ricochet) i The Young Bucks (Matt i Nick Jackson) z 9 sierpnia[69]
- South Florida Championship Wrestling
  - SFCW Heavyweight Championship (1 raz)
  - SFCW Tag Team Championship (1 raz) – z Justinem Venomem
- Wrestling Observer Newsletter
  - Największy progres (2005)